# كأس البرازيل 2010
كأس البرازيل 2010 هو الموسم 22 من  كأس البرازيل. أقيم خلال الفترة 2010 وحتى 4 أغسطس 2010، وأشرف على تنظيمه اتحاد البرازيل لكرة القدم، وكان عدد الأندية المشاركة فيه  64، وفاز فيه نادي سانتوس.